# Catina
La catina è un alcaloide presente nelle foglie di qāt.
Essa è un'anfetamina, ma differenzia da questa per la presenza di un gruppo idrossido